# Class no Daikirai na Joshi to Kekkon Suru Koto ni Natta.
Class no Daikirai na Joshi to Kekkon Suru Koto ni Natta. (クラスの大嫌いな女子と結婚することになった。 Kurasu no Daikirai na Joshi to Kekkon Suru Koto ni Natta.?, lit. Me voy a casar con la chica que más odio de mi clase.) es una serie de novelas ligeras escritas por Seiju Amano e ilustradas por Nanami Narumi. Media Factory ha publicado hasta el momento ocho volúmenes desde el 25 de diciembre de 2020 bajo su sello MF Bunko J. Una adaptación a manga ilustrada por Mosskonbu comenzó a serializarse en Shōnen Ace Plus de Kadokawa Shōten desde el 14 de mayo de 2021, y hasta el momento ha sido compilada en cinco volúmenes tankōbon. Una adaptación de la serie al anime producida por Studio Gokumi y AXsiZ se estrenó el 3 de enero de 2025.

## Sinopsis
El estudiante de preparatoria Saitō Hōjō es obligado a casarse con su compañera de clase Akane Sakuramori, quien es su peor enemiga en la escuela. «Si le dices al resto de la clase que estamos casados, te mataré», «Yo tampoco quiero que lo sepan. No hay beneficio de ello», discutieron al respecto.
La vida de recién casados no está yendo muy bien, pues están en constantes peleas todo el tiempo. No obstante, mientras continúan progresando en sus vidas diarias, la distancia entre ellos se va cerrando a medida que pasan tiempo juntos y comienzan a entenderse. Saitō descubre el lindo rostro de Akane al que nunca había prestado atención antes, mientras que Akane gradualmente comienza a descubrir los sentimientos que siempre estuvieron allí.

## Personajes
Saito Hōjō (北条才人 Hōjō Saito?)
 Seiyū: Shōgo Sakata
Compañero de clase y enemigo natural de Akane. Es nieto de Tenryu Hōjō, dueño de una de las grandes empresas de Japón. Debido al favoritismo de su abuelo, Saito sufrió el rechazo de sus padres. Es inteligente y siempre tiene el mejor desempeño, pero carece de sentido común. En el pasado, se enamoró de una niña que conoció en una fiesta organizada por su abuelo. Se vio obligado a casarse con Akane por órdenes de su abuelo para ser el heredero de la empresa. A lo largo de la historia, Saito comienza a darse cuenta de que en realidad está enamorado de Akane, al descubrir que ella era la niña que conoció en la fiesta años atrás.
Akane Sakuramori (桜森朱音 Sakuramori Akane?)
 Seiyū: Hinaki Yano
Compañera de clase y enemiga natural de Saito. Tiene un fuerte espíritu competitivo, es trabajadora y tiene un lado familiar. Su enemistad con Saito se debe a que él logra destacarse en los estudios sin hacer mucho esfuerzo, cosa que le molesta. Ella se casa con Saito por órdenes de su abuela Chiyo a cambio de poder pagarle la carrera de medicina que Akane desea estudiar y que es muy cara. Después de haberse casado, ella le revela a Saito que lo admiraba en secreto porque obtiene calificaciones perfectas en los exámenes sin haber estudiado. Poco a poco Akane se va encariñando y desarrolla sentimientos por Saito.
Tenryu Hōjō (北条天竜 Hōjō Tenryu?)
 Seiyū: Hōchū Ōtsuka
Abuelo de Saito y presidente del grupo Hōjō. En su juventud conoció a Chiyo y estaban muy enamorados, pero debido a sus diferencias nunca pudieron casarse. A pesar de haber tenido una vida feliz, sintió curiosidad por lo que podría haber sido su vida si se hubiese casado con Chiyo, por lo que obliga a Saito a casarse con la nieta de Chiyo, Akane. Tras haber quedado viudo, Tenryu comienza una relación con Chiyo.
Chiyo Sakuramori (桜森千代 Sakuramori Chiyo?)
 Seiyū: Fumi Hirano
Abuela de Akane y vieja amiga de Tenryu. Ella obliga a Akane a casarse con Saito a cambio de fianciarle sus estudios universitarios para convertirse en doctora. Actualmente mantiene una relación con Tenryu luego de la muerte de su esposo. 
Himari Ishikura (石倉陽鞠 Ishikura Himari?)
 Seiyū: Sayumi Suzushiro
Una compañera de clase de Akane y Saito. Ella es una gal, pero a pesar de su apariencia extravagante, tiene una personalidad cálida. Se preocupa por Akane y Saito, quienes pelean todo el tiempo. Himari está secretamente enamorada de Saito, pero no sabe que él y Akane están casados. Al descubrir que Saito está viviendo con Akane y exponer la verdad accidentalmente a toda la clase, Himari finge ser la novia de Saito para poner fin a los rumores en el colegio, pero su intención es separarlos para tener a Saito a su lado. Esto ocasiona que su relación con Akane comienza a deteriorarse, lo que lleva a que ambas chicas se vuelvan una contra la otra y formen una rivalidad, para gran frustración de Saito. Después de una discusión acalorada, Himari admite que siempre supo que Akane estaba enamorada de Saito y, aunque Himari fácilmente podría haberlo enamorando, nunca lo hizo, ya que la habría lastimado. Akane se da cuenta de que el verdadero objetivo de Himari era ayudarla a darse cuenta de que está enamorada de Saito. Los dos se reconcilian y acuerdan esforzarse al máximo para conquistar a Saito.
Shisei Hōjō (北条糸青 Hōjō Shisei?)
 Seiyū: Nene Hieda
Prima y compañera de clase de Saito. Tiene la apariencia de una muñeca y una expresión fresca y atractiva. Es una buena amiga de Saito, quien creció con ella como un hermano y una hermana. Al descubrir que Saito se casó con Akane, ella lo chantajea a cambio de no revelar a la clase sobre el matrimonio, aunque también le da consejos sobre cómo ser más amable con Akane. Aunque inicialmente se muestra reacia, con el tiempo también se encariña con Akane.
Maho Sakuramori (桜森真帆 Sakuramori Maho?)
 Seiyū: Kaori Maeda
La hermana menor de Akane. Una estudiante de tercer año que se ha trasladado a una escuela secundaria para gente talentosa. Es un niña mimada y de espíritu libre que adora a Akane. Como le gusta acechar a Akane, finge estar románticamente interesada en Saito para poder seguirlo hasta su casa y descubrir su matrimonio. Desde que nació con una constitución débil, Maho suele enfermarse con facilidad (lo que inspiró el sueño de Akane de convertirse en doctora), por lo cual ha estado viajando alrededor del mundo y se divierte tanto como puede en preparación para un futuro en el que podría estar postrada en cama de forma permanente.
Rui Hōjō (北条留衣 Hōjō Rui?)
 Seiyū: Asaki Yuikawa
La sirvienta personal de Shisei.
Reiko Hōjō (北条玲子 Hōjō Reiko?)
 Seiyū: Yoshiko Sakakibara
Madre de Shisei y tía de Saito. Ella ha consentido mucho a Saito desde que era pequeño, razón por la cual la ve como una segunda madre. Le tiene rencor hacia Akane, ya que deseaba casar a su hija con Saito.

## Contenido de la obra

### Novela ligera
Class no Daikirai na Joshi to Kekkon Suru Koto ni Natta. es escrito por Seiju Amano e ilustrador por Nanami Narumi. La editorial Media Factory publicó el primer volumen bajo su sello MF Bunko J el 25 de diciembre de 2020, y hasta el momento han sido publicados ocho volúmenes.
| Volúmenes de novelas ligeras publicadas | Volúmenes de novelas ligeras publicadas | Volúmenes de novelas ligeras publicadas |
| Número                                  | Fecha de lanzamiento                    | ISBN                                    |
| --------------------------------------- | --------------------------------------- | --------------------------------------- |
| 1                                       | 25 de diciembre de 2020                 | ISBN 9784040659398                      |
| 2                                       | 24 de abril de 2021                     | ISBN 9784046803320                      |
| 3                                       | 25 de agosto de 2021                    | ISBN 9784046807021                      |
| 4                                       | 24 de diciembre de 2021                 | ISBN 9784046810007                      |
| 5                                       | 25 de mayo de 2022                      | ISBN 9784046814098                      |
| 6                                       | 25 de octubre de 2022                   | ISBN 9784046818348                      |
| 7                                       | 25 de febrero de 2023                   | ISBN 9784046822062                      |
| 8                                       | 25 de noviembre de 2023                 | ISBN 9784046829863                      |
| 9                                       | 23 de agosto de 2024                    |                                         |

### Manga
Una adaptación a manga con ilustraciones de Mosskonbu comenzó a serializarce en Shōnen Ace Plus de Kadokawa Shōten el 14 de mayo de 2021. Kadokawa Shōten ha recopilado sus capítulos individuales en volúmenes tankōbon. El primer volumen se publicó el 25 de diciembre de 2021, y hasta el momento se han lanzado tres volúmenes.
| Volúmenes de manga publicados | Volúmenes de manga publicados | Volúmenes de manga publicados |
| Número                        | Fecha de lanzamiento          | ISBN                          |
| ----------------------------- | ----------------------------- | ----------------------------- |
| 1                             | 25 de diciembre de 2021       | ISBN 9784041120231            |
| 2                             | 25 de mayo de 2022            | ISBN 9784041126394            |
| 3                             | 26 de diciembre de 2022       | ISBN 9784041131749            |

### Anime
Una adaptación al anime fue anunciada el 24 de junio de 2024. La serie está producida por Aniplex, animada por Studio Gokumi y AXsiZ, y dirigida por Hiroyuki Ōshima, con Tatsuya Takahashi escribiendo los guiones de la serie, Nanako Tatsu diseñando los personajes y Arisa Okehazama componiendo la música. Se estrenó el 3 de enero de 2025 en Tokyo MX, Tochigi TV, Gunma TV y BS11. El tema de apertura es «Koibito Ijō, Suki Miman» (恋人以上、好き未満?), interpretado por =Love, mientras que el tema de cierre es «Suki Kirai mo Oikoshite» (スキキライも追い越して?), interpretado por Hinaki Yano como su personaje Akane Sakuramori. Crunchyroll transmitió la serie mundialmente fuera de Asia Oriental.